# Agbadi (Togo)
Agbadi ou Agbandi, est un village du centre du Togo.
Lors des élections présidentielles de 1993, les militaires y ouvrent le feu sur la foule, tuant 15 opposants politiques.
Le 4 septembre 2018, un accident de bus se produit sur la route nationale 1 à l'entrée du village en, ne faisant aucun mort